# Campeonato de España de Selecciones Autonómicas de Baloncesto Mini Masculino
El Campeonato de España de Selecciones Autonómicas de Baloncesto Mini Masculino —conocido popularmente como Planeta Mini— es la competición nacional de referencia en categoría minibasket (sub-12) para selecciones autonómicas, organizada por la Federación Española de Baloncesto (FEB). Se disputa tradicionalmente en Semana Santa, y desde 2005 su sede habitual es San Fernando (Cádiz), con la excepción de 2023, celebrado en Tarragona y Salou por el centenario del baloncesto catalán.

## Formato de competición
Participan las 19 selecciones autonómicas españolas. El torneo se juega a cinco días en sede única y con el siguiente sistema:
- Fase de grupos: 5 grupos (A–E). Cuatro grupos de 4 equipos y uno de 3 equipos.
- Clasificación a cuartos: Avanzan a cuartos de final los dos primeros de los grupos A, B y C, y los líderes de los grupos D y E (8 equipos).
- Fase final (cuartos, semifinales y final) y cruces para decidir del 9.º al 16.º. Los 4.º de B, C y D juegan un triangular por los puestos 17.º–19.º.

## Selecciones participantes
Acuden las 19 federaciones autonómicas reconocidas por la FEB: Andalucía, Aragón, Principado de Asturias, Islas Baleares, Islas Canarias, Cantabria, Castilla-La Mancha, Castilla y León, Cataluña, Ceuta, Comunidad Valenciana, Extremadura, Galicia, La Rioja, Comunidad de Madrid, Melilla, Región de Murcia, Navarra y País Vasco.

## Historial
| Ed.    | Año  | Sede         | Resultado | Oro             | Plata         | Bronce          |
| ------ | ---- | ------------ | --------- | --------------- | ------------- | --------------- |
| I      | 1988 | Zaragoza     | —         | Cataluña        | País Vasco    | Aragón          |
| II     | 1989 | Valladolid   | —         | País Vasco      | Cataluña      | Canarias        |
| III    | 1990 | Jaén         | —         | Canarias        | País Vasco    | Aragón          |
| IV     | 1991 | Huelva       | —         | Cataluña        | País Vasco    | Aragón          |
| V      | 1992 | Aldaya       | —         | Cataluña        | Andalucía     | Castilla y León |
| VI     | 1993 | Zaragoza     | —         | Cataluña        | Aragón        | —               |
| VII    | 1994 | Gijón        | —         | Castilla y León | Aragón        | Cataluña        |
| VIII   | 1995 | Palencia     | —         | Andalucía       | Cataluña      | Castilla y León |
| IX     | 1996 | Lloret       | —         | Andalucía       | Cataluña      | Madrid          |
| X      | 1997 | Blanes       | —         | Cataluña        | Canarias      | Andalucía       |
| XI     | 1998 | Blanes       | —         | Cataluña        | Andalucía     | Madrid          |
| XII    | 1999 | Blanes       | —         | Madrid          | Cataluña      | Islas Baleares  |
| XIII   | 2000 | Blanes       | —         | Cataluña        | Madrid        | Andalucía       |
| XIV    | 2001 | Blanes       | —         | Andalucía       | Madrid        | Cataluña        |
| XV     | 2002 | Blanes       | —         | Cataluña        | Canarias      | C. Valenciana   |
| XVI    | 2003 | Blanes       | —         | Cataluña        | C. Valenciana | Madrid          |
| XVII   | 2004 | Blanes       | —         | Cataluña        | Andalucía     | C. Valenciana   |
| XVIII  | 2005 | San Fernando | —         | Cataluña        | Andalucía     | Canarias        |
| XIX    | 2006 | San Fernando | 88–74     | Andalucía       | Madrid        | Cataluña        |
| XX     | 2007 | San Fernando | 110–79    | Cataluña        | Andalucía     | Madrid          |
| XXI    | 2008 | San Fernando | 90–80     | Cataluña        | C. Valenciana | Andalucía       |
| XXII   | 2009 | San Fernando | 80–79     | Andalucía       | Cataluña      | Canarias        |
| XXIII  | 2010 | San Fernando | 73–82     | Andalucía       | Cataluña      | Islas Baleares  |
| XXIV   | 2011 | San Fernando | 67–50     | Madrid          | Canarias      | Cataluña        |
| XXV    | 2012 | San Fernando | 72–67     | Andalucía       | Cataluña      | C. Valenciana   |
| XXVI   | 2013 | San Fernando | 104–67    | Andalucía       | Madrid        | Cataluña        |
| XXVII  | 2014 | San Fernando | 62–74     | Madrid          | Cataluña      | Andalucía       |
| XXVIII | 2015 | San Fernando | 83–62     | Cataluña        | Madrid        | Andalucía       |
| XXIX   | 2016 | San Fernando | 78–50     | Madrid          | Cataluña      | Andalucía       |
| XXX    | 2017 | San Fernando | 79–57     | Canarias        | Andalucía     | Cataluña        |
| XXXI   | 2018 | San Fernando | 71–54     | Madrid          | Canarias      | Andalucía       |
| XXXII  | 2019 | San Fernando | 66–102    | Andalucía       | Cataluña      | Madrid          |
| XXXIII | 2021 | San Fernando | 53–103    | Cataluña        | Andalucía     | Madrid          |
| XXXIV  | 2022 | San Fernando | 96–79     | Cataluña        | Andalucía     | Galicia         |
| XXXV   | 2023 | Salou        | 84–80     | C. Valenciana   | Cataluña      | Canarias        |
| XXXVI  | 2024 | San Fernando | 71–67     | Cataluña        | C. Valenciana | Madrid          |
| XXXVII | 2025 | San Fernando | 78–67     | Cataluña        | C. Valenciana | Andalucía       |

## Palmarés
| Federación      | Oro | Plata | Bronce | Años campeonato                                                                                            |
| --------------- | --- | ----- | ------ | --- |
| Cataluña        | 18  | 11    | 6      | 1988, 1991, 1992, 1993, 1997, 1998, 2000, 2002, 2003, 2004, 2005, 2007, 2008, 2015, 2021, 2022, 2024, 2025 |
| Andalucía       | 9   | 8     | 8      | 1995, 1996, 2001, 2006, 2009, 2010, 2012, 2013, 2019                                                       |
| Madrid          | 5   | 5     | 7      | 1999, 2011, 2014, 2016, 2018                                                                               |
| Canarias        | 2   | 4     | 4      | 1990, 2017                                                                                                 |
| C. Valenciana   | 1   | 4     | 3      | 2023 |
| País Vasco      | 1   | 3     | 0      | 1989 |
| Castilla y León | 1   | 0     | 2      | 1994 |
| Aragón          | 0   | 2     | 3      | |
| Islas Baleares  | 0   | 0     | 2      | |
| Galicia         | 0   | 0     | 1      | |